# ستيوارت مسياليك
ستيوارت مسياليك (29 مارس 1985 أستراليا - ) هو لاعب كرة قدم أسترالي، يلعب كلاعب وسط.

## روابط خارجية
- ستيوارت مسياليك على موقع قاعدة بيانات كرة القدم.إي يو (الإنجليزية)
- ستيوارت مسياليك على موقع عالم كرة القدم.نت (الإنجليزية)
- ستيوارت مسياليك على موقع أوليمبيديا (الإنجليزية)
- ستيوارت مسياليك على موقع اللجنة الأولمبية الأسترالية (الإنجليزية)